# Dipositari d'un tractat internacional
El dipositari d'un tractat internacional és l'estat designat per les parts signatàries perquè custodiï el text original d'un tractat i porti a terme certes funcions, tals com registrar-lo, expedir còpies certificades o autèntiques, rebre els instruments de ratificació, adhesió, etc., notificar i comunicar denúncies i, en general, proporcionar tota la informació relativa al mateix.